# Pluneret
Pluneret è un comune francese di 5 200 abitanti situato nel dipartimento del Morbihan nella regione della Bretagna.

## Società

### Evoluzione demografica
Abitanti censiti